# Gilbert Andze Tsoungui
Andze Tsoungui Gilbert (né en 1930 à Nkolodom et décédé le 9 avril 2007 à Bruxelles) est un homme politique camerounais. Il a été plusieurs fois ministre, puis Vice-Premier Ministre du Cameroun de 1992 à 1997.

## Biographie

### Enfance, éducation et débuts
Andze Tsoungui Gilbert est né vers 1930 à Nkolodom, localité située à 10 km de Yaoundé. Il fait ses études primaires à la mission Catholique d’Etoudi, puis à l’école Régionale de Yaoundé (entre 1939 et 1945) où il obtient le CEPE. En 1946, De 1947 à 1950, il étudie au Collège Moderne (devenu Lycée Général Leclerc) de Yaoundé où il obtient le BEPC. Il poursuit des études par correspondance à la faculté de droit et sciences économiques de l’Université de Dakar. Cette formation lui permet de réussir aux épreuves du Financier en 1956. Puis en 1961, il est admis au concours professionnel des administrateurs Civils.

### Carrière
Il commence sa carrière au début des années 1950 et est nommé Adjoint au chef de subdivision de Nanga-Eboko en 1958. Il devient Adjoint au chef de la région Wouri à Douala la même année, et occupe ce poste jusqu’en 1959. De 1959 à 1960, il est Sous-préfet et Maire de Lolodorf. Entre 1960 et 1961, il est Préfet de la Boumba et Ngolo, et de 1961 à 1963 il est Préfet du Moungo. De 1963 à 1965, il est Inspecteur Fédéral de l’administration pour la région du Littoral et Préfet du Wouri. Entre septembre 1965 et juillet 1972, il est Inspecteur Fédéral de l’Administration pour la région de l’Ouest.
Il est nommé Ministre Délégué à l’Inspection Générale de l’État le 3 juillet 1975 puis Ministre de l’Agriculture le 8 novembre 1979. Le 18 juin 1983, il est nommé Ministre de la Justice et Garde des Sceaux jusqu'au 22 août 1983. Il est muté Ministre d’État chargé des Forces Armées puis Délégué Général à la Sureté Nationale le 13 avril 1989. Ensuite, du 7 septembre 1990 au 27 novembre 1992, il est Ministre de l’Administration Territoriale. Du 27 novembre 1992 au 7 décembre 1997, il est Vice-Premier Ministre, chargé de l’Administration Territoriale.
Il est décédé le 9 avril 2007 à Bruxelles des suites de maladie, à l’âge de 77 ans.